# Савана (Охајо)
Савана (енгл. Savannah) град је у америчкој савезној држави Охајо.

## Демографија
По попису из 2010. године број становника је 413, што је 41 (11,0%) становника више него 2000. године.
| Група             | 2000.       | 2010.       |
| Белци             | 370 (99,5%) | 395 (95,6%) |
| Афроамериканци    | 1 (0,3%)    | 5 (1,2%)    |
| Азијати           | 0 (0,0%)    | 0 (0,0%)    |
| Хиспаноамериканци | 0 (0,0%)    | 7 (1,7%)    |
| Укупно            | 372         | 413         |